# نورت دام دي بونسيكورس (كيبك)
نورت دام دي بونسيكورس (بالإنجليزية: Notre-Dame-de-Bonsecours, Quebec)‏ هي بلدية محلية في كيبك تقع في كندا في Papineau Regional County Municipality. يقدر عدد سكانها بـ 261 نسمة ومساحتها 281.30 كم2 .